# Пановское
Пановское — деревня в Харовском районе Вологодской области.
Входит в состав Харовского сельского поселения, с точки зрения административно-территориального деления — в Харовский сельсовет.
Расстояние до районного центра Харовска по автодороге — 17 км. Ближайшие населённые пункты — Афониха, Нижне-Кубенский, Шенурово, Бычиха, Якушево, Хвостиха.
По переписи 2002 года население — 8 человек.